# Notomys macrotis
Notomys macrotis — вимерлий вид мишей, який мешкав у районі річки Мур на південному заході Австралії. Це була мала тварина розміром із пацюка, схожа на крихітного кенгуру. У виду були великі очі та вуха з хвостом із китицею. Він пересувався на своїх чотирьох лапах, коли рухався повільніше, або стрибаючи на своїх збільшених м’яких задніх лапах, коли рухався швидко. В основному вони жили в піщаних дюнах і будували гнізда з листя та інших органічних матеріалів. Цю мишу востаннє збирали в липні 1843 року біля річки Мур, Західна Австралія, неподалік від того місця, де зараз розташована Нью-Норчія, і з тих пір її ніхто не бачив. Її відсутність у великих колекціях субфосильних останків свідчить про те, що вона була обмежена Західною Австралією.
Ми знаємо про вид лише з двох пошкоджених екземплярів: в одному місці, де її знайшли, невідомо, і в іншому на річці Мур у Західній Австралії. Останній запис датується 19 липня 1843 року і був зібраний у Перті біля річки Мур і протоки Короля Георга Джоном Гілбертом, який працював у Джона Гулда. Земля навколо річки Мур спочатку складалася з прибережних пустощів, відкритих лісів і лісів.
Notomys macrotis була, ймовірно, першим австралійським ссавцем, який піддався впливу європейськими поселенцями. Notomys вразливі до сільського господарства та скотарства, а також до інтродукованих котів. Миші можуть становити до 100% раціону здичавілого кота, що підтверджує теорію про те, що дикі коти були основною причиною їхнього вимирання.
До 1850-х років дикі коти населяли пшеничний пояс Західної Австралії; вони націлилися на велику кількість гризунів по всій Західній Австралії. Однак вимирання відбулося до того, як руда лисиця прибула до Західної Австралії. У N. macrotis не було захисту від інтродукованих в Австралії видів.
На додаток до добре відомих причин вимирання, є інші фактори, які також могли вплинути на їх вимирання. Наприклад розмір, розташування та ніша, могли вплинути на остаточне зникнення виду. Дослідження показали, що для порівняння ссавці в Австралії мають нижчу швидкість метаболізму в стані спокою, ніж на інших континентах. А тварина з високою швидкістю метаболізму в стані спокою має «знижену смертність і підвищену довголіття та плодючість».